# Shalim
Shalim é o deus do crepúsculo na Mitologia cananeia, mencionado em inscrições encontradas em Ugarit (Ras Shamra) na  Síria.
 Ele é o irmão gêmeo e inimigo de Shahar o deus do amanhecer.